# Battle (Roman)
Battle ist ein Jugendroman von Maja Lunde aus dem Jahr 2014, der 2018 auf Deutsch in der Übersetzung durch Antje Subey-Cramer im Verlag Urachhaus erschien. Der Entwicklungsroman behandelt das Erwachsenwerden von Amelie, die die Tanzklasse eines Osloer Elite-Gymnasiums besucht und nach dem sozialen Ruin ihres Vaters vor einer Bewährungsprobe steht. Durch die Liebe zum Breaker Mikael findet sie einen Weg zu sich selbst und ihrer Familie sowie zu einem eigenen künstlerischen Ausdruck. Die Verfilmung des Romans wurde 2019 auf Netflix ausgestrahlt.

## Entstehungsgeschichte
Maja Lunde sagt von sich selbst, dass sie „eine schreckliche Tänzerin“ sei. Außerdem bezeichnet sie die Menschen, die tanzen können, als „faszinierend“. Der Kunde, die früher als Drehbuchautorin gearbeitet hat, hat den Stoff ursprünglich als Film konzipiert und wurde für das entsprechende Drehbuch ausgezeichnet. Bald nahm die Arbeit aber eine andere Richtung an: „Mir wurde klar, dass daraus ein Roman entstehen könnte. Ich hatte bereits eine ziemlich klare Vorstellung von der Geschichte“. Ein „wichtiger Schritt“ im Schreibprozess für Lunde bestand darin, sich in Amelies Haut zu versetzen. Maja Lunde ist im Zentrum von Oslo mit einer alleinerziehenden Mutter aufgewachsen und ihre Familie hatte viele Bücher, aber wenig Geld. Sie beschreibt zudem ihre Mitschüler, die aus „ziemlich ähnlichen Verhältnissen“ kamen. Als sie mit 16 auf ein Gymnasium wechselte, besuchte sie eine Schule, in der die Mehrheit aus den besten Vierteln Oslos stammte. „Das war ein Schock für mich“, beschreibt die Autorin ihre Erfahrung. Sie habe sich in dieser Institution „nicht gleichwertig“ gefühlt. Diese Erfahrung der sozialen Kontraste habe sie in ihrem Roman verarbeitet. „Oslo war, und das ist es immer noch, eine extrem geteilte Stadt. Diese Unterschiede und das Gefühl, eine Außenseiterin zu sein – damit begann vermutlich diese Geschichte“.

## Inhalt
Die Protagonistin Amelie ist eine ambitionierte junge Tänzerin und besucht die Osloer Elite-Tanzschule Valkyre. Ihr Ehrgeiz und ihr Grundproblem zeigen sich beispielhaft in der Anfangsszene: Eine ganze Nacht feilt sie an ihrer Choreografie, und trotzdem ist ihre gestrenge Tanzlehrerin Birgitta nicht zufrieden. Sie will „mehr“. und wirft Amelie vor, sich beim Tanzen nicht genügend auszudrücken.
Danach trifft sich Amelie mit ihrem offiziellen Freund Axel und ihrer Clique bei sich zu Hause zu einer Pool-Party. Die Harmonie ist aber nur schöner Schein: Kurz darauf läuten Pfändungsbeamte und fordern Amelie und ihren offenbar bankrotten Vater auf, das Haus zu verlassen und nur „das Allernotwendigste“. mitzunehmen. Nach einer Nacht im Grand Hotel folgt am nächsten Morgen das böse Erwachen. Ein Taxi bringt sie in die ihnen zugewiesene Sozialwohnung im heruntergekommenen Quartier Stovner. In der Folge gelingt es nicht mehr, den Lebensstandard aufrechtzuerhalten. Die Streitigkeiten zwischen Vater und Tochter häufen sich und die beiden entfremden sich immer mehr voneinander. Auf der Straße vor ihrem Wohnblock lernt Amelie dafür den gutaussehenden Breaker Mikael kennen. In der Folge versucht Amelie die beiden Welten auseinanderzuhalten. Auf der einen Seite verheimlicht sie ihren Freundinnen den sozialen Abstieg und leiht sich heimlich Geld, um mit ihren Freundinnen zu shoppen. Auf der anderen Seite kommt sie im Tanzzentrum XL immer enger mit den anderen Mitgliedern von Mikaels Tanzgruppe in Kontakt und beginnt, mit neuen Tanzstilen zu experimentieren. So besucht Mikael mit ihr ein Battle, „eine Art Tanzwettbewerb“, und versucht sie dazu zu motivieren, beim bevorstehenden großen Tanz-Battle mit ihm zusammen mitzumachen. In der Folge spitzen sich die Ereignisse zu, als Amelie auf einen Bootsausflug mit ihrer Clique Mikaels Freundesanfrage auf Facebook erhält. Sie ignoriert diese ebenso, wie sie die eindeutig sexuellen Avancen ihres Freundes Axel an einem abgelegenen See ablehnt. Die Nacht verbringt sie mit Mikael auf dem Dach ihres Blocks mit Tanzen und Gesprächen. Dabei erzählt sie Mikael erstmals auch von ihrer Mutter, die nach einer gescheiterten Tanzkarriere in der psychiatrischen Anstalt gelandet ist. Amelie befindet sich immer mehr in einer Blase: In der Schule meidet sie die anderen Schülerinnen, außerhalb der Schule verbringt sie jede freie Minute mit Mikael im Tanzzentrum. Als dieser sie zu küssen versucht, stößt sie ihn zurück. Danach flieht sie auf Charlottes Party und wird mit Axel intim. Mitten im Akt taucht Mikael auf. Amelies Doppelleben fällt wie ein Kartenhaus zusammen. Mikael ergreift die Flucht und ihre Freundin Ida erzählt allen Partygästen vom Konkurs von Amelies Vater. Am folgenden Morgen sieht sie sich mit ihrem Vater das Familien-Fotoalbum an. In der anschließenden Tanzstunde wehrt sich Amelie erstmals gegen Birgittas Kritik: „Ich werde Tänzerin! Aber ich werde es auf MEINE Art!“ .
Danach schreibt Amelie der ganzen Schule eine Nachricht, um sie zum Tanzbattle nach Stovner einzuladen. Zusammen mit Mikael und seiner Kollegin Silje beginnt sie sich auf das Battle vorzubereiten. Am Ende kann sich Amelie sogar überwinden, mit Mikael ihre Mutter in der psychiatrischen Anstalt zu besuchen. Als sie im XL für das Battle anmeldet, ist ihr Partner Mikael, noch nicht da und Amelie „fucked“. Der Wettkampf beginnt vor den Augen von Amelies Vater und ihrer Freunde. In der ersten Runde springt Silje für Mikael ein. Dieser taucht erst in der zweiten Runde auf. Gemeinsam begeistern Mikael und Amelie das Publikum, der Song endet und anschließend küssen sich die beiden vor allen anderen.

## Figuren

### Amelie
Amelie Pyrtz ist die Protagonistin des Romans. Sie wohnt zusammen mit ihrem Vater zunächst in einem Osloer Reichenviertel. Amelie ist eine überaus ehrgeizige, perfektionistische Tänzerin und will in die Fußstapfen ihrer Mutter treten. Dafür trainiert sie tagtäglich hart in ihrem Übungszimmer. Sie hat einen trainierten Körper und kleidet sich gerne elegant. So wird sie als eine exzessive Shopping Queen beschrieben. Zusammen mit ihren Freundinnen geht sie auf die renommierte Schule Valkyrie, wo sie Tanzunterricht erhalten. Als Amelies Vater sein Vermögen verliert, müssen sie in eine Sozialwohnung im Armenviertel Strovner ziehen. Erst mit der Zeit findet sie sich mit den neuen Umständen zurecht. und lernt ihre Vorurteile zu überwinden.

### Mikael
Mikael Tehrani ist ein 17-jähriger Breaker mit iranischen Wurzeln, welcher im Armenviertel Strovner wohnt, aber auf eine der renommiertesten, ältesten Schulen Norwegens geht. Seine Eltern emigrierten in den 1980ern aus dem Iran. Jetzt wohnt Mikaels Familie in einer Blockwohnung, wobei die Kinder, bestehend aus Mikael und seinen zwei Schwestern, sich ein Zimmer teilen müssen. Er trägt gerne übergroße Kleider und Blue Jeans. Sein Haar ist kurz und dunkel, seine Haut golden, seine Augen groß und braun. Obwohl er schlank gebaut ist, ist er sehr muskulös. Mikael ist ein sehr enthusiastischer Tänzer. „Er tanzte Hip-Hop mit seinem ganzen Körper.“. Er steht gerne relaxed da, aber beim Tanzen sitzt jeder seiner schnellen, präzisen Schritte. Mikael ist hilfsbereiter und aufgeweckter Natur. Von klein auf war er begeisterter Tänzer, er tanzte damals zu Michael Jackson im Wohnzimmer. Jetzt hat er große Ziele für seine Tanzkarriere. So will er zum Beispiel in der Oper tanzen und seinen Lebensunterhalt mit Tanzen verdienen. Seine Eltern sind davon aber noch nicht überzeugt. „Man wird Wissenschaftler. Artzt. Oder Ingenieur. Aber was man auf KEINEN Fall wird - ist Tänzer.“.

### Vater, Herr Prytz
Amelies Vater wird als reich, gutaussehend und muskulös beschrieben. Amelies Freundinnen bezeichnen ihn sogar als sogenannten „D.I.L.F“ (englisch Dad I’d like to fuck). Er arbeitet seit 20 Jahren hart, kaufte sich vor fünf Jahren ein Haus und legte sich vor vier Jahren einen Pool an. Seine Privatinsolvenz kann er anfangs nicht akzeptieren und beginnt sich zu vernachlässigen. Erst am Ende des Buchs hört er auf, die Augen vor der Realität zu verschließen, und versöhnt sich mit seiner Situation ebenso wie mit seiner Tochter.

### Mutter, Vivian Prytz-Karlssen
Amelies Mutter ist die Schlüsselperson in Amelies Leben. Sie ist ebenso ihr großes Vorbild wie ein abschreckendes Beispiel, das ignoriert wird. Ihr Ziel, auf die große Bühne zu kommen, erreichte Vivian nur für eine einzige Aufführung. Danach folgten der berufliche Abstieg, eine Depression, Magersucht und die Einweisung in eine psychiatrische Klinik. In der Gegenwart wird die Mutter als „mager und hohläugig“. beschrieben. Erst gegen Ende des Romans bringt es Amelie übers Herz, mit Mikael über sie zu sprechen und sie mit ihm gemeinsam in der psychiatrischen Anstalt zu besuchen.

### Birgitta
Birgitta Jansson ist Amelies Tanzlehrerin an der renommierten Schule Valkyrie. Sie ist eine ehemalige professionelle Tänzerin, welche nun schon seit 20 Jahren als Lehrerin tätig ist. Früher tanzte sie mit Amelies Mutter Vivian. Birgitta ist immer schwarz gekleidet, hat ein bleiches Gesicht und scharfe Augen. Sie bewegt sich sehr präzise, alle Schritte, die sie macht, sehen durchdacht und choreografiert aus. Ihr Blick ist stets streng und emotionslos. Von ihren Schülern verlangt sie sehr viel: Alle Bewegungen sollen mit Präzision ausgeführt werden, die Technik muss perfekt sitzen. und trotzdem soll der Tanz Gefühle vermitteln. „Ihr müsst euch selbst in den Tanz legen. Wir müssen euch SEHEN.“
Birgitta ist dafür bekannt, eine sehr strenge, ambitionierte und harte Lehrerin zu sein. Oftmals beleidigt sie ihre Schülerinnen oder äfft sie übertrieben nach. Komplimente gibt sie dagegen nie. Als Birgitta zu Amelies Battle erscheint, hat auch sie ein breites Lachen, was beweist, dass sie auch ein Herz hat.

### Nebenfiguren
Ida, Amelies Freundin, verfügt zwar über einen guten Ballettkörper, jedoch über eine schlechte Kondition. Sie hat gute Menschenkenntnisse, ist intelligent und die Einzige, die von Amelies sozialem Abstieg weiß. Jedoch ist Ida schüchtern im Umgang mit Jungs und schafft es nicht, Axel ihre Liebe zu gestehen. Ida ist nach Amelie einer der mutigsten Menschen, deshalb wird sie auch wiederholt „Ritter Ida“ genannt. Idas Problem ist ihre Naivität: „Manchmal verwechselt sie das Leben mit Bullerbü“. Am Ende entscheidet sich Ida dazu, ein Studienvorbereitungsjahr zu machen, um ihre Intelligenz auszunutzen, anstatt das Tanzen weiterzuverfolgen.
Charlottes reiche Eltern haben sich getrennt. Sie stammt von „ganz oben am Holmenkollen“. in Oslo. Sie legt großen Wert auf ihr Äußeres und wird von Amelie als „überdurchschnittlich gut proportioniert“. beschrieben. Durch ihren Status, geprägt von „altem Geld“. und den Kontakten ihrer Familie, hat Charlotte großen Einfluss – auch an der Schule und innerhalb ihres Freundeskreises. So zeigt sie sich als selbstbewusste Anführerin und Zentrum ihrer Clique. Beim gemeinsamen Einkaufen beobachtet Amelie Charlotte dabei, wie diese ein paar Schuhe stiehlt. Dies wirft ein schiefes Licht auf die vermeintliche souveräne Charlotte. Auch ihr Liebesleben ist verkorkst. Amelie stellt die These auf, dass Charlotte „zu feige dazu“ ist, sich in einen Gleichaltrigen zu verlieben. Am Ende des Romans wird angedeutet, dass sie ihre Bindungsängste überwindet: Sie hat ein Date mit dem gleichaltrigen Mads.
Axel gilt als Amelies offizieller Freund. Wie die meisten Schüler der „Valkyrie“ kommt er aus einer vermögenden Familie. Er hat einen trainierten, muskulösen Körper und gilt als gutaussehend und beliebt. Axel ist in Amelie verliebt und wirbt um sie. So schreibt er ihr ständig Textnachrichten. Mit seiner berechnenden Art versucht er Sex mit ihr zu haben. Nachdem ein zarter Versuch beim Yachtausflug misslingt, nutzt er bei Charlottes Party ihre Betrunkenheit erfolgreich aus.
Mads ist der beste Freund von Axel und stammt wie dieser aus einer wohlhabenden Familie, die ihm viel Freiheiten gewährt. In der Gruppe spielt er den Gelassenen, der die Stimmung auflockert: „Aber es war Mads, über den wir lachten, er war es, der in jeder Situation einen trockenen Spruch auf Lager hatte“.
Josef ist mit Mikael Teil der Tanzgruppe 985. Für Mikael ist er ein „Arschloch, aber ein super Tänzer“,. und für Amelie ein „dreiköpfiger Troll“, der nicht „besonders smart“ ist. Josef ist extrem ungeduldig und teilt sein choreografisches Wissen nicht gerne, da er nicht riskieren will, dass am Schluss einer seiner Schüler besser tanzt als er. So ist er „ein elend schlechter Lehrer“.
Moa lebt in Stovner und ist mit Mikael und Josef in der Tanzgruppe 985. Wie üblich für Breaker trägt Moa einen B-Boy style, also Baggy-Jeans, oversized Hoodies und Turnschuhe. Moa wird als sehr guter Tänzer mit einer wahnsinnigen Körperbeherrschung und viel Kraft beschrieben. Auf dem Tanzboden tritt er selbstbewusst auf.
Silje ist eine junge Hip-Hop-Tänzerin aus Stovner. Bei ihrem ersten Erscheinen trägt sie ein „jungenhaftes“ T-Shirt, Loose-fit-Jeans, Sneakers und eine Cap. Sie ist eine selbstbewusste, eigenständige und auch hilfsbereite junge Frau, die ihre Tricks im Tanzen gerne mit anderen teilt. und spontan solidarisch ist.

## Textanalyse

### Erzählinstanz
Die Autorin Maja Lunde lässt die Hauptfigur Amelie einen wichtigen Zeitraum ihres Lebens durchlaufen. Zu diesem Zweck identifiziert sie sich mit ihr. Entsprechend ist der Text in der Ich-Perspektive geschrieben. Das Erzählverhalten ist personal. Ein gutes Beispiel hierfür ist die folgende Szene: „Ich nahm mir viel Zeit unter der Dusche, wartete, bis alle fertig waren … Ich wollte allein sein, mit niemandem sprechen“. Der Erzählstandpunkt ist nah, wie sich etwa im Kapitel „Die dünne Welle“ zeigt. Entsprechend gibt der Roman detailliert Einblicke in Amelies Innenleben. So werden ihre einzelnen Gefühle, Gedanken und Ansichten wiedergegeben. Die Gedankengänge, Gefühle oder Ansichten der anderen Charaktere können wir nur annehmen oder aus Amelies Sicht wahrnehmen. Der Anteil der Erzählerrede ist sehr hoch. Daneben gibt es zahlreiche Dialoge in direkter und indirekter Rede.

### Aufbau
„Battle“ besteht aus 42 Kapiteln, die jeweils etwa 3–5 Seiten lang sind. Das Hauptthema des Kapitels wird mit dem jeweiligen Titel kurz beschrieben. Die meisten Kapitel beginnen in medias res. Am Ende der Kapitel kommen oft Cliffhanger vor, wie beim Kapitel „Sein Lächeln“‚ wo Mikael zu Amelie sagt: „Hei! Wo kommst du denn her?“. Im folgenden Kapitel „Die Perle“ geht es dann weiter mit Amelies Gedankengängen: „Er hatte genau den gleichen Gesichtsausdruck wie Axel“. Im letzten Kapitel kommt es zu einem geschlossenen Ende, einem Happy End.

### Zeit
„Battle“ spielt in der Gegenwart und ist im Präteritum geschrieben. Die ganze Geschichte vollzieht sich in einem Zeitraum von wenigen Wochen. Der Großteil davon geschieht im Sommer, weshalb die Handlung meist draußen stattfindet. Das Verhältnis zwischen Erzählzeit und erzählter Zeit ist dynamisch: Es gibt Zeitraffung, Zeitdehnung und Zeitdeckung. Die Zeitdehnung wird für Beschreibungen gebraucht, beispielsweise als Amelie ihre Freundin Ida beschreibt. „Sie hörte sich etwas im Handy an, irgendetwas, das die Strassenbahnen, Autos und Busse an der Majorstu-Kreuzung übertönte“. Die Zeitdeckung dagegen wird in wichtigen Momenten eingesetzt, beispielsweise im Kapitel „Endlich“, wo Amelie es wagt, Brigittas Kritik Paroli zu bieten. Darüber hinaus gibt es zahlreiche Rückblenden, welche immer stoßweise kommen und vor allem ihre Mutter betreffen: „Ich erinnere mich nicht, dass sie je zu Hause war.“.

### Ort
Der Handlungsort ist zum größten Teil Oslo, im Besonderen das Quartier Stovner. Die verschiedenen Handlungsräume konturieren die sozialen Hierarchien zwischen den einzelnen Figuren, beispielsweise das Boot, das Axels Familie gehört und mit dem Amelies Clique Segelausflüge macht. Dieses Prestigeobjekt zeigt, wie wesentlich es ist, welcher Gesellschaftsschicht man angehört. Während Amelie auf dem Boot die Existenz Mikaels noch verleugnet, findet sie später durch das gemeinsame Erlebnis auf dem Dach des Wohnblocks dazu, die soziale Kluft zu überwinden.

### Figuren
Im Zentrum des Jugendromans steht die Entwicklung der jugendlichen Amelie. So findet Amelie zu sich selbst und lernt zu sich zu stehen. Dazu gehört auch, dass sie ihre Mutter nicht mehr länger ignoriert. Außerdem überwindet sie ihre sozialen Vorurteile und wird selbständig. Nach ihrem Vorbild machen fast alle Figuren im Roman eine mehr oder weniger gravierende Entwicklung durch. So entscheidet sich Ida gegen das Tanzen und für ein Studium. Charlotte beginnt sich endlich mit gleichaltrigen Jungen einzulassen. Auch die vermeintlich eiserne Tanzlehrerin Birgitta zeigt Anerkennung in jenem Moment, wo ihr Amelie endlich Paroli bietet.

### Sprache
Der ganze Roman ist in der Ich-Perspektive geschildert, so bekommt man einen tieferen Einblick in Amelies Gefühle und Gedanken. Diese Sätze werden meist einfach gehalten und wenig ausgeschmückt. Die Figuren reden miteinander in Umgangssprache: „Ich hatte die ganze Clique zu mir nach Hause eingeladen.“. Selten verwendet die Autorin auch Versatzstücke der Jugendsprache: „Caroline und Ella chillten auf dem Rasen.“.

## Rezeption

### Rezensionen
Gelobt wird an „Battle“ vor allem, dass der Roman „mitreißend, äußerst spannend und überzeugend“. geschrieben sei. Er sei zwar kurz und knapp, trotzdem sei es der Autorin gelungen, die Geschichte „authentisch, atmosphärisch und hautnah“. zu Papier zu bringen. Zur Echtheit gehört, dass sie, als eine Mittvierzigerin, sich in die Gefühle einer 17-Jährigen einfühlen kann und „anstelle eines herablassend nachsichtigen Blicks auf erste Teenagerliebschaften“. es schafft, sich in die „Abgründe dieser Lebensphase“ einzufühlen. So werden die Leser von Anfang an in den Bann gezogen und können sich direkt mit der Protagonistin identifizieren. Dies funktioniere besonders gut für „Leserinnen ab 14 Jahren“. da der Roman „zur Identifikation mit der Protagonistin einlädt.“.
Weitere positive Aspekte sind unter anderem, dass die Leser in ihrem Selbstwertgefühl bestärkt werden durch Botschaften wie: „Vertraue dir selbst und deinen Gefühlen und mache dich nicht abhängig vom Urteil anderer“. Schließlich wird auch das Gespür der Autorin für soziologische Vorgänge hervorgehoben, indem sie Gegensätze wie „Arm und Reich, Erfolg und Misserfolg, Ausgrenzung und Integration, Zusammenbruch und Neubeginn“. darstellen kann, ohne abwertend zu wirken. Neben diesen vielen positiven Aspekten wurden auch einzelne Dinge bemängelt: die offensichtliche Handlung und die stereotypischen Figuren. Letzteres wird vor allem bei der Darstellung von Amelies Tanzlehrerin kritisiert: „Besonders klischeehaft erscheint dagegen die Konzeption der strengen Tanzlehrerin Birgitta, deren inszenierte Unnahbarkeit teilweise wenig authentisch wirkt.“. Zudem wurde die Handlung der Geschichte zwar als authentisch und emotional mitreißend gelobt, jedoch sei die Idee eines reichen Mädchens, das durch den plötzlichen Verlust ihres Wohlstandes und dem Zusammentreffen mit einem bodenständigen Jungen aus dem Problemviertel zu einem besseren Menschen wird, „kein ungewöhnliches Thema“. Das Fazit der Kritiker ergibt, dass Maja Lundes Roman „Battle“ ein „atmosphärisches“. Werk ist, das sich sehr gut für junge Heranwachsende eignet.

### Verfilmung
Die Verfilmung zum Roman „Battle“ erschien am 28. September 2018 auf Netflix. Die Regisseurin des Filmes ist Katarina Launing. Geschrieben wurde das Drehbuch von Karsten Fullu in Zusammenarbeit mit der Autorin des Romans. Umso erstaunlicher ist es, wie viel die Autorin des Romans für das Drehbuch des Filmes abgeändert hat. Eine der bedeutsamsten Veränderungen betrifft Amalies Mutter, die im Gegensatz zum Roman, in dem sie eine wichtige Rolle spielt, im Film überhaupt nicht vorkommt. Eine weitere große Veränderung ist die Figur Bashir, die im Film neu hinzugefügt wird: Er gibt der Besten aus Amelies Klasse die Chance, eine berühmte Tanzschule in Amsterdam zu besuchen. Mitten in ihrem Vortanzen, das gut verläuft, trifft Amelie die Entscheidung: das Vortanzen abzubrechen. Dies ist der Höhepunkt des Filmes, der im Roman nicht vorkommt. Durch dieses Vortanzen entsteht eine verstärkte Rivalität zwischen Amalie und Charlotte. Diese Rivalität ist im Roman wesentlich schwächer ausgeprägt. Ein weiterer Unterschied besteht darin, dass Ida im Roman anfangs die Einzige ist, die Amalies Geheimnis kennt. In der Verfilmung jedoch erfährt es ihr Freund Axel. Deshalb spielt Ida in der Verfilmung keine wichtige Rolle mehr. Dies bewirkt, dass Amalies Beziehung zu ihrem Liebhaber mehr im Vordergrund steht. Ebenfalls zeigt der Film noch stärker, wie unwohl Amelie sich mit Axel fühlt. Eine zusätzliche Veränderung passiert beim ersten Battle: Amalie tanzt in der Verfilmung mit, da Mikael sie angemeldet hat. Allerdings blamiert sie sich, weil sie sich die Moves nicht selbst ausdenkt, sondern einfach ihren Gegner spiegelt und dies gegen die Regeln verstößt. Das soll vermutlich zeigen, wie wenig sie nach Strovner passt und dass sie es nicht gewohnt ist, sich selbst etwas auszudenken. Eine weitere wichtige Veränderung ist, dass Amalie im finalen Battle, im Gegensatz zum Roman, am Anfang gegen Mikael und am Schluss wie im Roman in Einheit mit Mikael tanzt. Schon ihre erste Begegnung mit Mikael wird im Film anders dargestellt. Sie findet im Tanzstudio statt, man bemerkt sofort ihre Verbindung durch die Weise, wie sie zusammen tanzen. Durch diese Verbindung ist schon bei der ersten Begegnung klar, dass zwischen ihnen etwas passieren wird.

## Auszeichnungen
Preis beim Kosmorama Filmfestival, Trondheim, 2011, für das Drehbuch von Battle